# Lipstick/Ichiban Boshi
«Lipstick/Ichibanboshi» (Lipstick/一番星) és el sisè senzill de Sachi Tainaka i va ser llançat el 7 de novembre del 2007. La cançó Ichibanboshi va ser usada per al tema principal d'una pel·lícula titulada Persona.
El senzill abastà el lloc nº63 de les llistes de discos del Japó.

## Llista de pistes
1. Lipstick
2. Ichibanboshi
3. Lipstick -instrumental-
4. Ichibanboshi -instrumental-